# Gornja Trnava (Topola)
Pour les articles homonymes, voir Gornja Trnava.
Gornja Trnava (en serbe cyrillique : Горња Трнава) est une localité de Serbie située dans la municipalité de Topola, district de Šumadija. Au recensement de 2011, elle comptait 1 531 habitants.
Gornja Trnava est officiellement classée parmi les villages de Serbie.

## Démographie

### Évolution historique de la population
| 1948  | 1953  | 1961  | 1971  | 1981  | 1991  | 2002  | 2011  |
| ----- | ----- | ----- | ----- | ----- | ----- | ----- | ----- |
| 2 533 | 2 571 | 2 492 | 2 233 | 2 178 | 1 979 | 1 736 | 1 531 |

|  |